# 陈敏恒
陈敏恒（1933年—），男，浙江诸暨人，中华人民共和国化学工程专家。

## 生平
1955年，毕业于华东化工学院（现华东理工大学）有机系。历任华东化工学院教授、化学工程系主任、院长，华东理工大学校长。1991年，当选为中国科学院学部委员（院士）。1997年，因牵连胡黎明博士论文抄袭事件，被中国科学院除名。

## 著作
著有《工业反应过程开发方法》，主编《化工原理》、《化学反应工程基本原理》。

## 评价
陈敏恒通过全校选举上台，在校内力推改革，声望很高。他也是80年代末至90年代初大学校长中著名的开明派，上海的《思想家》杂志当年就是“挂靠”在他管理下的华东化工学院（现华东理工大学）。学运中支持学生，六四事件后尽力保护学生。